# Frantz Joachim von Dewitz
Frantz Joachim von Dewitz, född 17 oktober 1666, död 9 september 1719, var en dansk militär. Han var bror till Ulrich Otto von Dewitz.
von Dewitz föddes i Mecklenburg men tillbringade nästan hela sitt liv i dansk tjänst, till en betydande del dock vid de av sjömakterna uthyrda danska trupperna. Han blev överste 1701 och generalmajor 1709, innan han hemkallades för att delta i invasionen i Skåne. Under det Skånska fälttåget 1709-10 var han Christian Ditlev Reventlows högra hand, och förde under slaget vid Helsingborg befälet över vänstra flygelns första linje och ledde efter slaget skickligt stadens utrymning. I slaget vid Gadebusch 1712 förde Dewitz som generallöjtnant högra flygeln och drog sig med denna i god ordning tillbaka. Han utnämndes 1713 till general och geheimeråd. I slaget vid Stresow 1715 förde Dewitz de danska trupperna och blev efter Stralsunds fall generalguvernör över den av danskarna besatta delen av Pommern med Rügen. Även som diplomat av Dewitz verksam och ivrade för en anslutning till Storbritannien, under det att han som mecklenburgare visade avoghet och misstänksamhet mot Ryssland, känslor som i sin tur till fullo återgäldades av tsar Peter, något som bidrog till uppgivande av planerna på landstigning i Skåne 1716.